# Хомировичи
Хомировичи — деревня в Ям-Тёсовском сельском поселении Лужского района Ленинградской области.

## История
ХОМИРОВИЧИ — деревня при реке Тесове. Савловского сельского общества, прихода села Флоровского.
 
Крестьянских дворов — 16. Строений — 88, в том числе жилых — 15. Мелочная лавка, питейный дом. 

Число жителей по семейным спискам 1879 г.: 39 м. п., 43 ж. п.; по приходским сведениям 1879 г.: 37 м. п., 41 ж. п.

Сборник Центрального статистического комитета описывал её так:

ХОМИРОВИЧИ — деревня бывшая удельная при реке Тесове, дворов — 15, жителей — 90; лавка. (1885 год)

В конце XIX — начале XX века деревня административно относилась к Тёсовской волости 5-го стана 3-го земского участка Новгородского уезда Новгородской губернии.

ХОМИРОВИЧИ — деревня Савловского сельского общества, дворов — 19, жилых домов — 19, число жителей: 38 м. п., 50 ж. п. 

Занятия жителей — земледелие, выпас телят. Мануфактурная лавка. (1907 год)

Согласно карте из «Исторического атласа Санкт-Петербургской Губернии» 1915 года деревня Хомировичи насчитывала 14 крестьянских дворов.
По данным 1933 года деревня называлась Хамировичи и входила в состав Волосковского сельсовета Оредежского района.
По данным 1966 и 1973 годов деревня Хомировичи входила в состав Волосковского сельсовета Лужского района.
По данным 1990 года деревня Хомировичи входила в состав Ям-Тёсовского сельсовета.
По данным 1997 года в деревне Хомировичи Ям-Тёсовской волости проживали 15 человек, в 2002 году — 13 человек (все русские).
В 2007, 2010 и 2013 годах в деревне Хомировичи Ям-Тёсовского СП также проживали 13 человек.

## География
Деревня расположена в восточной части района на автодороге 41К-662 (Оредеж — Тёсово-4 — Чолово).
Расстояние до административного центра поселения — 10 км.
Расстояние до ближайшей железнодорожной станции Чолово — 17 км. 
Деревня расположена на левом берегу реки Тёсова.

## Демография
| 1879 | 1885 | 1909 | 1997 | 2007 | 2010 | 2013 |
| ---- | ---- | ---- | ---- | ---- | ---- | ---- |
| 82   | ↗90  | ↘88  | ↘15  | ↘13  | →13  | →13  |
| 2017 |      |      |      |      |      |      |
| →13  |      |      |      |      |      |      |

## Улицы
Центральная.